# سوق شمر (حجة)
سوق شمر هي إحدى قرى الجمهورية اليمنية. تتبع جغرافيا لمحافظة حجة وإداريًا لمديرية قفل شمر. يبلغ تعداد سكانها 1062 نسمة حسب الإحصاء الذي أجري عام 2004.